# Smokey Robinson
Smokey Robinson, właśc. William Robinson (ur. 19 lutego 1940 w Detroit) – amerykański piosenkarz popowy, jeden z pionierów gatunków rytm and blues, soul i urban, jeden z najwybitniejszych artystów, kompozytorów i producentów firmy Motown. 
Przez magazyn Rolling Stone został umieszczony na 5. miejscu listy najwybitniejszych twórców muzyki rozrywkowej. Jego utwór, The Tracks of My Tears znalazł się na 50. miejscu listy 500 utworów wszech czasów tego samego magazynu. 
Robinson obdarzony bardzo czystym, wysokim tenorem, rozpoczął swą karierę śpiewając w grupie wokalnej Matadores, by wkrótce rozpocząć solową karierę.
Robinson śpiewał przy akompaniamencie własnej grupy wokalnej The Miracles.
- Smokey Robinson śpiew (tenor)
- Claudette Rogers śpiew
- Bobby Rogers śpiew (tenor)
- Emmerson „Sonny” Rogers śpiew (tenor)
- Ronnie White śpiew (baryton)
- Clarence Dawson (śpiew)

W 1987 został wprowadzony do Rock and Roll Hall of Fame, a w 2002 odznaczony Narodowym Medalem Sztuk. 

## Dyskografia
- 1961: Hi, We're the Miracles
- 1962: I'll Try Something New
- 1962: Cookin' with the Miracles
- 1962: Shop Around
- 1963: The Fabulous Miracles
- 1963: The Miracles on Stage [live]
- 1963: Christmas with the Miracles
- 1963: Doin' Mickey’s Monkey
- 1964: I Like It Like That
- 1965: Going to a Go-Go
- 1966: Away We a Go-Go
- 1967: Make It Happen
- 1968: Special Occasion
- 1969: Time out for Smokey Robinson & the Miracles
- 1969: Four in Blue
- 1969: Live!
- 1970: What Love Has...Joined Together
- 1970: Season for Miracles
- 1970: The Tears of a Clown
- 1970: A Pocket Full of Miracles
- 1971: Smokey & the Miracles
- 1971: From the Beginning
- 1971: One Dozen Roses
- 1972: 1957-1972 [live]
- 1972: Flying High Together
- 1973: Smokey
- 1974: Pure Smokey
- 1975: A Quiet Storm
- 1976: Smokey's Family Robinson
- 1977: Deep in My Soul
- 1977: Big Time
- 1978: Love Breeze
- 1978: Smokin' Motown
- 1979: Where There's Smoke...
- 1980: Warm Thoughts
- 1981: Being With You
- 1982: Yes It's You Lady
- 1983: Touch the Sky
- 1984: Essar
- 1986: Smoke Signals
- 1987: One Heartbeat
- 1990: Love, Smokey
- 1991: Double Good Everything
- 1999: Intimate
- 1999: Our Very Best Christmas